# Supercars Championship
El Supercars Championship (hasta 1998: Campeonato Australiano de Turismos; desde 1999 hasta 2016: V8 Supercars) es un certamen de automovilismo de velocidad disputado principalmente en Australia y Nueva Zelanda con automóviles de turismo desde el año 1960. Ha dado lugar durante décadas a la batalla entre las marcas Ford y Holden, ambas con alto nivel de ventas y una tradicional rivalidad en Australia.
En 2000, los equipos privados pasaron a tener carreras (e incluso fechas) en forma independiente, de forma que la división principal y la secundaria (Level One y Level Two) tomaron respectivamente los nombres V8 Supercar Championship Series y V8 Supercar Development Series (la segunda división fue auspiciada por Konica hasta 2004, por Fujitsu desde 2005 hasta 2011, y por Dunlop desde 2012). Para la temporada 2017 se permitió la utilización de motores alternativos a los tradicionales V8, por lo que la competición adoptó la denominación actual.

## Historia

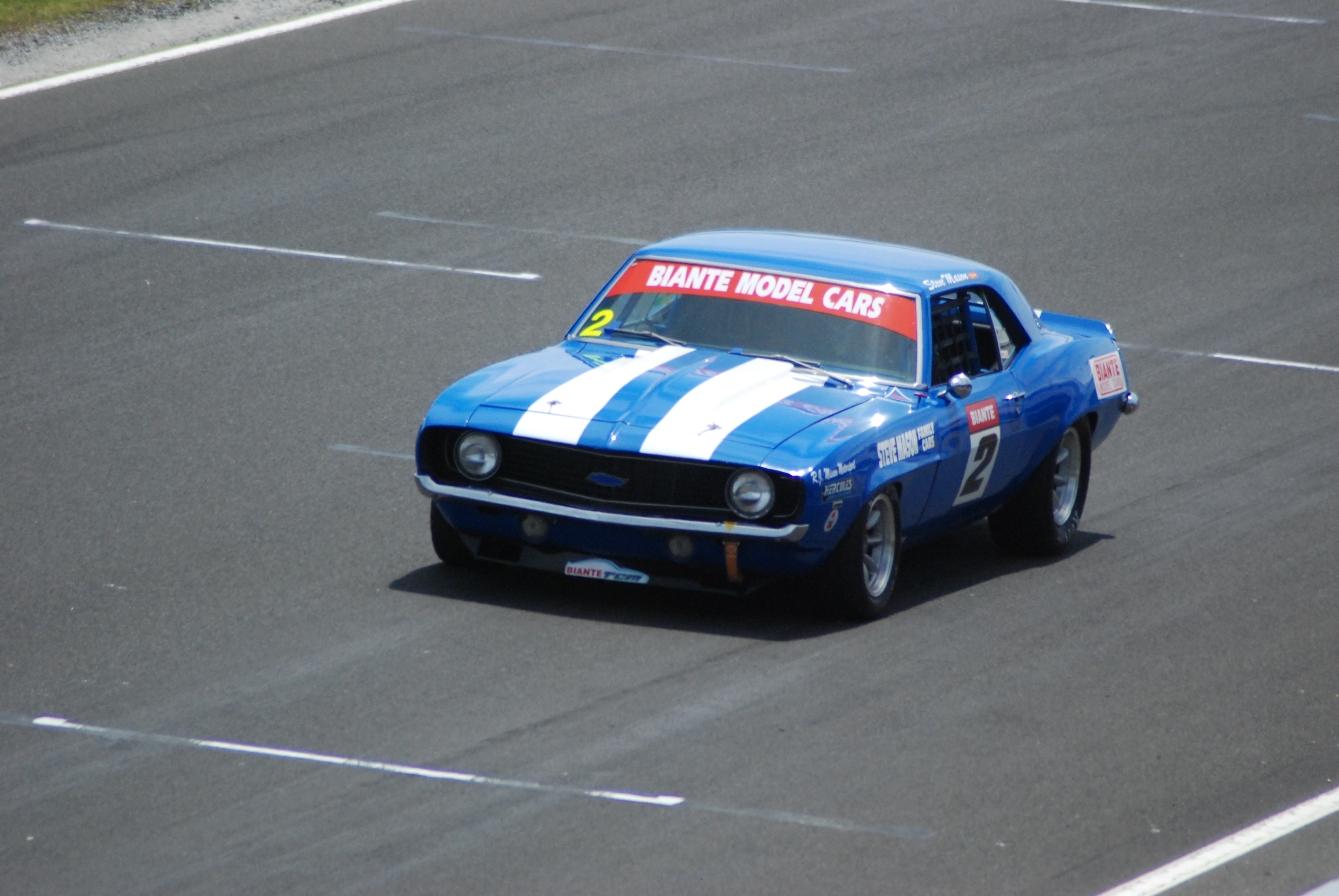
Chevrolet Camaro en Phillip Island 1969.

Históricamente, el Campeonato Australiano de Turismos englobaba varias divisiones. En la década de 1960 se forjó la rivalidad entre las marcas de automóviles Ford, Holden y Chrysler, que ponían en pista equipos oficiales para promocionar las versiones de altas prestaciones de sus modelos de calle Ford Falcon, Holden Monaro, Holden Torana, Chrysler Pacer y Chrysler Charger.
En 1973, se adoptó el reglamento Grupo C CAMS, que permitió la modificación de automóviles, lo que evitó la necesidad de vender al público dichos modelos. En dicho período aparecieron en la clase principal los Holden Commodore, así como los BMW Serie 6, Mazda RX-7 y Chevrolet Camaro entre otros modelos importados, que no lograron derrotar a los australianos. En 1985 se adoptó el reglamento Grupo A de la FIA, lo que permitía a los australianos importar automóviles extranjeros como los Ford Sierra y Nissan Skyline, que se enfrentarían a los Holden Commodore nacionales.
En 1993, debido a que los Nissan Skyline R32 estaban muy sobre-potenciados en la categoría (al punto de ser considerados con ventaja injusta), el Campeonato Australiano de Turismo adoptó un reglamento nuevo exclusivo para Ford Falcon y Holden Commodore con motores V8 como clase principal, y la homologación Superturismo como clase secundaria. Esta pasó a disputar el Campeonato Australiano de Superturismos de manera independiente en 1994. El Campeonato Australiano de Superturismos tuvo sus propios 1000 km de Bathurst en 1997 y 1998, por lo que la carrera del Campeonato Australiano de Turismos tuvo la denominación Australian 1000 Classic.

El torneo pasó a denominarse V8 Supercars en 1999, y los 1000 km de Bathurst pasó a otorgar puntos para el campeonato. Anteriormente, varias ediciones de los 1000 km de Bathurst habían sido puntuables para el Campeonato Australiano de Marcas, pero nunca para el Campeonato Australiano de Turismos. Desde entonces, las demás carreras de resistencia también son fechas puntuables, como había ocurrido en la década de 1970.

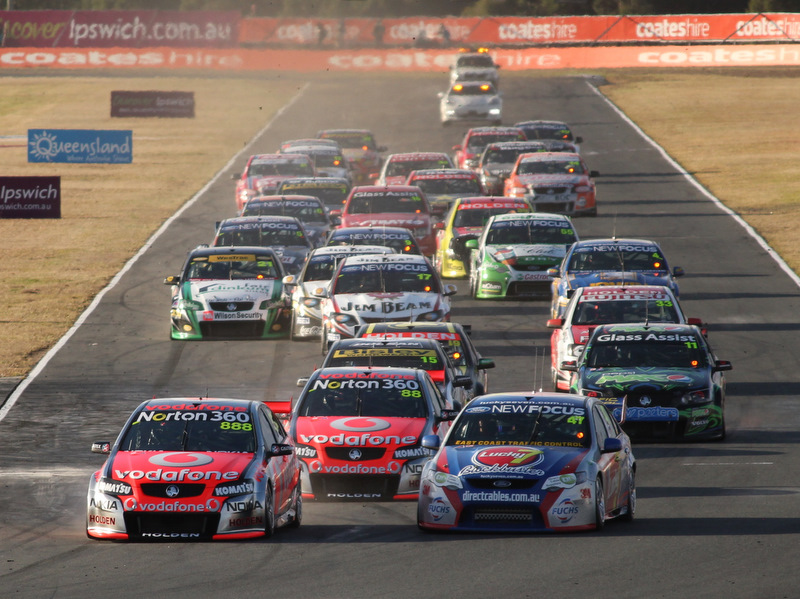
Carrera de los V8 Supercars en Queensland 2011.

Desde 1995 hasta 2012, los dos únicos modelos permitidos en la categoría fueron el Ford Falcon y el Holden Commodore. Ambas marcas tienen un paquete aerodinámico estándar, y las cajas de cambios, diferenciales y sistemas de frenos son idénticos para todos. Los motores son gasolina V8 atmosféricos de 5.0 litros de cilindrada, con disposición delantera longitudinal, inyección electrónica de combustible y régimen de giro limitado a 7500 rpm, que desarrollan entre 630 y 660 CV de potencia máxima. El peso mínimo es de 1355 kg sin piloto, y existe un único proveedor de neumáticos. Su potencia los hace más cercanos en prestaciones a los automóviles del Deutsche Tourenwagen Masters y la NASCAR Cup Series que a un Super 2000.

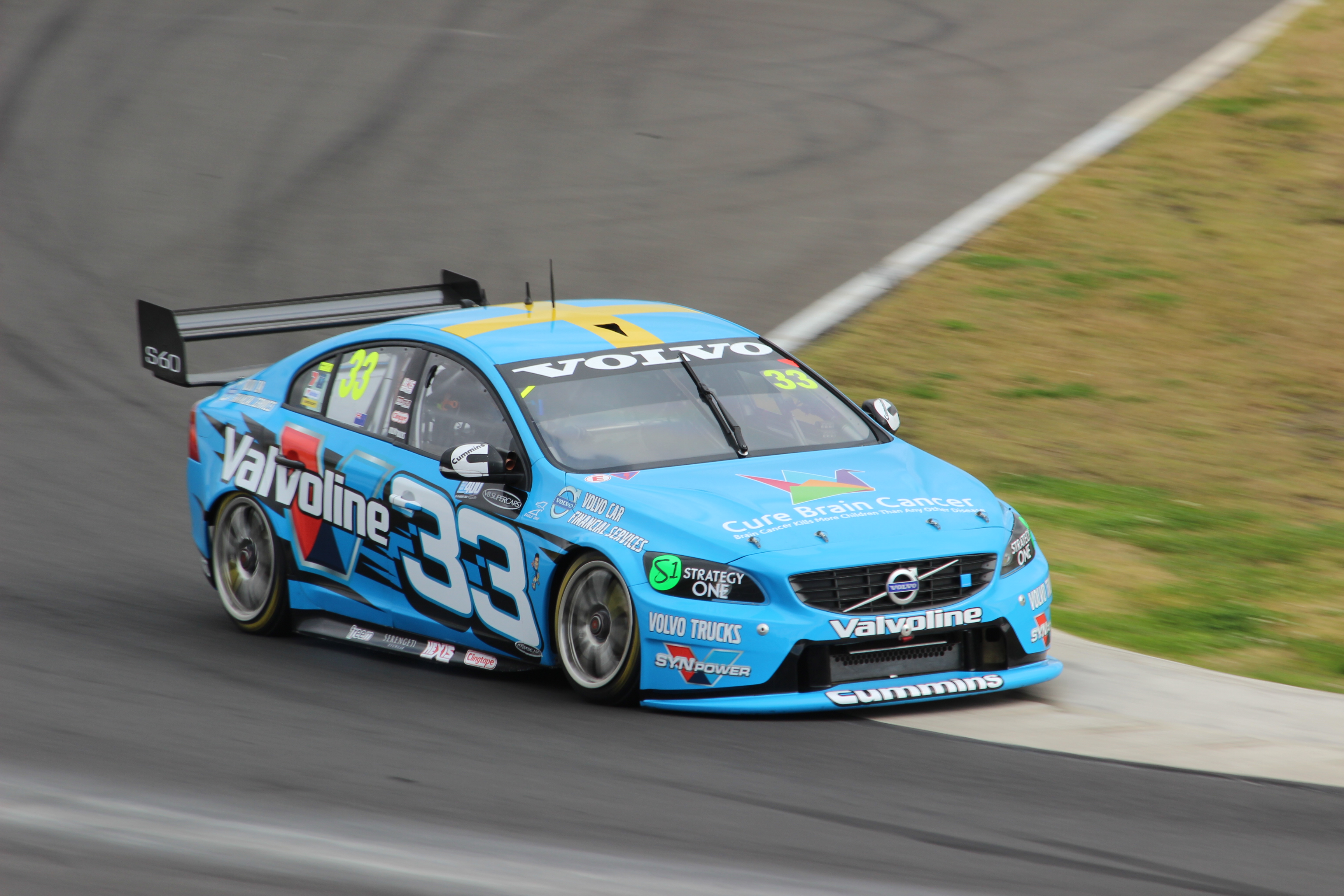
Volvo de V8 Supercars en Sydney Motorsport Park 2014.

La categoría adoptó automóviles nuevos en 2013, con chasis estándar y llantas de 18 pulgadas de diámetro. Asimismo, ingresaron las marcas Nissan y Mercedes-Benz con sus modelos Nissan Altima y Mercedes-Benz Clase E, mientras que Volvo ingresó en 2014 con el Volvo S60. Mercedes-Benz se retiró luego de la temporada 2015 y Volvo al final de 2016.
Para la temporada 2017, el renombrado Campeonato Australiano de Supercars permitió la utilización de motores alternativos a los tradicionales V8. A pesar de esto, ningún fabricante ha optado por esta alternativa.
A partir de 2023, Chevrolet remplazará a Holden en la categoría. La marca Holden había sido descontinuada por General Motors en febrero de 2020.

## Calendario
Originalmente, cada fecha del calendario se disputaba a una sola carrera, salvo contadas excepciones. En 1992 se adoptó un formato de dos carreras por fecha, y en 1996 se pasó a tres carreras por fecha.
En 1999 se incorporaron al calendario tres carreras especiales: los 1000 km de Bathurst, los 500 km de Adelaida y los 500 km de Queensland. Luego, otras fechas han adoptado formatos propios. Por su parte, los 500 km de Queensland se sustituyó en 2003 por los 500 km de Sandown, una carrera de resistencia que se remonta a 1964, aunque entre 2008 y 2011 se reemplazó por los 500 km de Phillip Island.
En 2005, la categoría probó una carrera en el Circuito Internacional de Shanghái que no tuvo éxito y nunca se volvió a celebrar. Luego visitó el Circuito Internacional de Baréin en 2006, 2007, 2008 y 2010. La categoría visitó el Circuito de Yas Marina de Emiratos Árabes Unidos ente 2010 y 2012, y el Circuito de las Américas en Estados Unidos en 2013. El certamen obtuvo estatus internacional de la FIA en 2010.
El campeonato ha visitado una alta cantidad de circuitos callejeros: el ya mencionado de Adelaida, Canberra, Hamilton, Albert Park, Surfers Paradise, Homebush y Townsville. La carrera de Albert Park es puntuable desde 2018. La carrera en Surfers Paradise es puntuable desde 2002, y solía acompañar a la Championship Auto Racing Teams. En 2008 se disputó junto a la IndyCar Series, y el V8 Supercars es el evento estelar a partir de 2009.

### Calendario 2024
- Mount Panorama
- Circuito de Albert Park
- Taupo International Motorsport Park
- Wanneroo Raceway
- Hidden Valley Raceway
- Circuito callejero de Reid Park
- Sydney Motorsport Park
- Symmons Plains Raceway
- Sandown Raceway
- Circuito callejero de Surfers Paradise
- Circuito callejero de Adelaida[4]

## Campeones
| Año                                | Campeón                            | Automóvil                               | Equipo                             |
| Campeonato Australiano de Turismos | Campeonato Australiano de Turismos | Campeonato Australiano de Turismos      | Campeonato Australiano de Turismos |
| ---------------------------------- | ---------------------------------- | --------------------------------------- | ---------------------------------- |
| 1960                               | David McKay                        | Jaguar Mark 1                           | David McKay                        |
| 1961                               | Bill Pitt                          | Jaguar Mark 1                           | Mrs DI Anderson                    |
| 1962                               | Bob Jane                           | Jaguar Mark 2                           |                                    |
| 1963                               | Bob Jane                           | Jaguar Mark 2                           | R. Jane                            |
| 1964                               | Ian Geoghegan                      | Ford Cortina                            | Total Team                         |
| 1965                               | Norm Beechey                       | Ford Mustang                            | Neptune                            |
| 1966                               | Ian Geoghegan                      | Ford Mustang                            | Mustang Team                       |
| 1967                               | Ian Geoghegan                      | Ford Mustang                            | Mustang Team                       |
| 1968                               | Ian Geoghegan                      | Ford Mustang                            | Mustang Team                       |
| 1969                               | Ian Geoghegan                      | Ford Mustang                            | Mustang Team                       |
| 1970                               | Norm Beechey                       | Holden Monaro HT                        | Shell                              |
| 1971                               | Bob Jane                           | Chevrolet Camaro                        | Bob Jane                           |
| 1972                               | Bob Jane                           | Chevrolet Camaro                        | Bob Jane                           |
| 1973                               | Allan Moffat                       | Ford Falcon XY                          | Ford Motor                         |
| 1974                               | Peter Brock                        | Holden Torana LJ Holden Torana LH       | Holden Dealer                      |
| 1975                               | Colin Bond                         | Holden Torana LH                        | Holden Dealer                      |
| 1976                               | Allan Moffat                       | Ford Falcon XB                          | Moffat                             |
| 1977                               | Allan Moffat                       | Ford Falcon XB Ford Falcon XC           | Moffat Ford Dealers                |
| 1978                               | Peter Brock                        | Holden Torana LX                        | Holden Dealer                      |
| 1979                               | Bob Morris                         | Holden Torana LX                        | Ron Hodgson                        |
| 1980                               | Peter Brock                        | Holden Commodore VB                     | Holden Dealer                      |
| 1981                               | Dick Johnson                       | Ford Falcon XD                          | Dick Johnson                       |
| 1982                               | Dick Johnson                       | Ford Falcon XD                          | Dick Johnson                       |
| 1983                               | Allan Moffat                       | Mazda RX-7                              | Moffat                             |
| 1984                               | Dick Johnson                       | Ford Falcon XE                          | Dick Johnson                       |
| 1985                               | Jim Richards                       | BMW Serie 6                             | JPS BMW                            |
| 1986                               | Robbie Francevic                   | Volvo 240                               | Volvo Dealer                       |
| 1987                               | Jim Richards                       | BMW M3                                  | JPS BMW                            |
| 1988                               | Dick Johnson                       | Ford Sierra                             | Dick Johnson                       |
| 1989                               | Dick Johnson                       | Ford Sierra                             | Dick Johnson                       |
| 1990                               | Jim Richards                       | Nissan Skyline                          | Gibson                             |
| 1991                               | Jim Richards                       | Nissan Skyline                          | Gibson                             |
| 1992                               | Mark Skaife                        | Nissan Skyline                          | Nissan                             |
| 1993                               | Glenn Seton                        | Ford Falcon EB                          | Glenn Seton                        |
| 1994                               | Mark Skaife                        | Holden Commodore VP                     | Gibson                             |
| 1995                               | John Bowe                          | Ford Falcon EF                          | Dick Johnson                       |
| 1996                               | Craig Lowndes                      | Holden Commodore VR                     | Holden Racing Team                 |
| 1997                               | Glenn Seton                        | Ford Falcon EL                          | Glenn Seton                        |
| 1998                               | Craig Lowndes                      | Holden Commodore VS Holden Commodore VT | Holden Racing Team                 |
| V8 Supercar Championship           |                                    |                                         |                                    |
| 1999                               | Craig Lowndes                      | Holden Commodore VT                     | Holden Racing Team                 |
| 2000                               | Mark Skaife                        | Holden Commodore VT                     | Holden Racing Team                 |
| 2001                               | Mark Skaife                        | Holden Commodore VX                     | Holden Racing Team                 |
| 2002                               | Mark Skaife                        | Holden Commodore VX                     | Holden Racing Team                 |
| 2003                               | Marcos Ambrose                     | Ford Falcon BA                          | Stone Brothers                     |
| 2004                               | Marcos Ambrose                     | Ford Falcon BA                          | Stone Brothers                     |
| 2005                               | Russell Ingall                     | Ford Falcon BA                          | Stone Brothers                     |
| 2006                               | Rick Kelly                         | Holden Commodore VZ                     | HSV Dealer Team                    |
| 2007                               | Garth Tander                       | Holden Commodore VE                     | HSV Dealer Team                    |
| 2008                               | Jamie Whincup                      | Ford Falcon BF                          | Triple Eight                       |
| 2009                               | Jamie Whincup                      | Ford Falcon FG                          | Triple Eight                       |
| 2010                               | James Courtney                     | Ford Falcon FG                          | Dick Johnson                       |
| 2011                               | Jamie Whincup                      | Holden Commodore VE                     | Triple Eight                       |
| 2012                               | Jamie Whincup                      | Holden Commodore VE                     | Triple Eight                       |
| 2013                               | Jamie Whincup                      | Holden Commodore VF                     | Triple Eight                       |
| 2014                               | Jamie Whincup                      | Holden Commodore VF                     | Triple Eight                       |
| 2015                               | Mark Winterbottom                  | Ford Falcon FG                          | Prodrive                           |
| 2016                               | Shane van Gisbergen                | Holden Commodore VF                     | Triple Eight                       |
| Supercars Championship             |                                    |                                         |                                    |
| 2017                               | Jamie Whincup                      | Holden Commodore VF                     | Triple Eight                       |
| 2018                               | Scott McLaughlin                   | Ford Falcon FG                          | DJR Penske                         |
| 2019                               | Scott McLaughlin                   | Ford Mustang                            | DJR Penske                         |
| 2020                               | Scott McLaughlin                   | Ford Mustang                            | DJR Penske                         |
| 2021                               | Shane van Gisbergen                | Holden Commodore ZB                     | Triple Eight                       |
| 2022                               | Shane van Gisbergen                | Holden Commodore ZB                     | Triple Eight                       |
| 2023                               | Brodie Kostecki                    | Chevrolet                               | Erebus                             |

### Super2 Series
| Año  | Piloto            |
| ---- | ----------------- |
| 2000 | Dean Canto        |
| 2001 | Simon Wills       |
| 2002 | Paul Dumbrell     |
| 2003 | Mark Winterbottom |
| 2004 | Andrew Jones      |
| 2005 | Adam Macrow       |
| 2007 | Tony D'Alberto    |
| 2008 | Steve Owen        |
| 2009 | Jonathon Webb     |
| 2010 | Steve Owen        |
| 2011 | Andrew Thompson   |
| 2012 | Scott McLaughlin  |
| 2013 | Dale Wood         |
| 2014 | Paul Dumbrell     |
| 2015 | Cameron Waters    |
| 2016 | Garry Jacobson    |
| 2017 | Todd Hazelwood    |
| 2018 | Chris Pither      |
| 2019 | Bryce Fullwood    |
| 2020 | Thomas Randle     |
| 2021 | Broc Feeney       |
| 2022 | Declan Fraser     |
| 2023 | Kai Allen         |

## Estadísticas

### Constructores con más títulos desde 2000
| N.º | Constructor | Victorias | Años                                                                         |
| --- | ----------- | --------- | ---------------------------------------------------------------------------- |
| 1   | Holden      | 13        | 2000, 2001, 2002, 2004, 2007, 2010, 2011, 2012, 2013, 2014, 2015, 2016, 2018 |
| 2   | Ford        | 6         | 2003, 2005, 2006, 2008, 2009, 2017                                           |

### Pilotos destacados
| Piloto              | Títulos | Victorias1 |
| ------------------- | ------- | ---------- |
| Jamie Whincup       | 7       | 123        |
| Craig Lowndes       | 3       | 110        |
| Mark Skaife         | 5       | 90         |
| Scott McLaughlin    | 3       | 56         |
| Garth Tander        | 1       | 56         |
| Shane van Gisbergen | 1       | 54         |
| Peter Brock         | 3       | 48         |
| Allan Moffat        | 4       | 36         |
| Dick Johnson        | 5       | 22         |
| Jim Richards        | 4       | 22         |
| Garth Tander        | 1       | 56         |
| Glenn Seton         | 2       | 40         |
| Mark Winterbottom   | 1       | 38         |
| John Bowe           | 1       | 31         |
| Marcos Ambrose      | 2       | 28         |
| Russell Ingall      | 1       | 27         |
| Greg Murphy         | 0       | 28         |
| Jason Bright        | 0       | 20         |
| Will Davison        | 0       | 19         |
| Todd Kelly          | 0       | 19         |
| Bob Jane            | 4       | 10         |
| Colin Bond          | 1       | 10         |
| Allan Grice         | 0       | 10         |
| Ian Geoghegan       | 5       | 9          |
| Bob Morris          | 1       | 9          |
| George Fury         | 0       | 8          |

- 1: El campeonato determina un ganador en cada fecha, combinando los resultados de todas las carreras.

## Televisación
La cadena de televisión australiana ABC emitió el campeonato en 1983 y 1984, luego Seven Network desde 1985 hasta 1996, Network Ten desde 1997 hasta 2006, y Seven Network nuevamente desde 2007 hasta 2014. A partir de 2015, Network Ten emite algunas carreras en vivo y resúmenes de todas las carreras, en tanto que Fox Sports emite todas las carreras en vivo.